# Jutro premiera
Jutro premiera – polska komedia z 1962 roku, wyreżyserowana przez Janusza Morgensterna. Podstawą scenariusza jest sztuka Trzeci dzwonek Jerzego Jurandota.

## Treść
Początkujący dramaturg Zenon Wiewiórski zabiega o to, by Teatr "Studio" wystawił jego sztukę, zatytułowaną Trzeci dzwonek. Przychodzi do teatru i w foyer cierpliwie czeka na dyrektora, który przed dwoma tygodniami obiecał zapoznać się z treścią utworu. Na scenie trwa właśnie próba generalna szekspirowskiego Wieczoru Trzech Króli, z wybitną aktorką Janiną Radwańską w obsadzie. Podczas krótkiej rozmowy w przerwie dyrektor Zakrzewski chwali sztukę Wiewiórskiego i zapowiada jej wystawienie. O tekście pochlebnie wypowiada się również Radwańska, która chce zagrać główną rolę.
Rozpoczyna się pełna perypetii realizacja przedstawienia. Szybko okazuje się, że kształt przedstawienia nie idzie w parze z wyobrażeniami autora. Trzeci dzwonek ma być osadzony nie w czasach współczesnych, a przed I  wojną światową. Następują zaskakujące zmiany w obsadzie, a zamiast uznanego scenografa dekoracje zrobi jego syn – debiutant. Do jednej z głównych ról dyrektor angażuje początkującą Barbarę Percykównę, protegowaną reżysera Kuryłły. Percykówna korzysta z protekcji, sprytnie zbywa umizgi reżysera, kokietując tymczasem młodego scenografa Wittinga. Ten z kolei spotyka się ze znacznie od siebie starszą Radwańską. Sytuacja musi doprowadzić do konfliktu między kobietami, nieszczędzącymi sobie odtąd złośliwości. Zgrzyt następuje podczas próby generalnej sztuki, której treść okazuje się zadziwiająco zbieżna z sytuacją życiową aktorów. Więcej opanowania wykazuje młoda Percykówna, zaś urażona Radwańska, dotknięta aluzjami na temat wieku, rzuca rolę.
Wieczorem pod drzwiami Radwańskiej spotykają się dyrektor, autor i młody scenograf, wszyscy z kwiatami. Chcą zapobiec katastrofie i ratować premierę. Drzwi otwiera im jednak nie Radwańska, która wyjechała, lecz suflerka, która przyszła podlać kwiaty. Podczas rozmowy niepozorna, zahukana Flapcia zaskakuje gości doskonałym opanowaniem tekstu sztuki i ciekawą interpretacją jednego z epizodów. Dyrektor długo się nie zastanawia: suflerka wystąpi na scenie zamiast Radwańskiej.
Premiera okazuje się sukcesem, do czego przyczyniła się kreacja odmienionej niczym Kopciuszek Flapci. Na przyjęciu po spektaklu artyści wymieniają grzecznościowe komplementy, w których nie brak zgryźliwości. Percykówna oczarowała nie tylko reżysera, ale też Zakrzewskiego, bezskutecznie próbującego się z nią umówić, oraz Wiewiórskiego, który ogłasza, że chciałby ją widzieć w obsadzie swej nowej sztuki.
Ostatecznie jednak wszystko okazuje się tylko snem młodego dramaturga, który przysnął w oczekiwaniu na dyrektora. Dyrektor sztuki nie przeczytał, każe przyjść za dwa tygodnie.
Prace nad realizacją spektaklu są pretekstem do pokazania w krzywym zwierciadle kulis teatru, mechanizmów pracy na scenie, relacji panujących w zespole teatralnym, aktorskich obyczajów, kaprysów i przyzwyczajeń. Reżyser ugania się za początkującymi aktorkami, ułatwiając im start zawodowy, gdy dyrektor teatru godzi się je zatrudniać. Młode aktorki robią kariery nie bacząc na środki, a te dojrzalsze są sfrustrowane z powodu wieku. Amant Szafrankiewicz zadręcza dyrektora żądaniami podwyżki i straszy odejściem. Przed spektaklem zamawia kosze kwiatów dla siebie – rzekomo od wielbicielek. Scenograf robi chałtury w filmach kosztem teatru, jedyną osobą, która opanowała cały tekst dramatu, jest suflerka.

## Interpretacja
Jutro premiera jest satyrą na środowisko teatralne, opartą na dość karkołomnym pomyśle: to film o teatrze, na podstawie sztuki o wystawianiu przedstawienia. Trzeci dzwonek jest tytułem jednocześnie literackiej podstawy scenariusza i przedstawienia ukazanego w filmie.
Krytyk filmowy Tadeusz Lubelski nazywa film Morgensterna bulwarową farsą mieszczańską, a także abstrahującą od jakichkolwiek realiów sentymentalną konstrukcją opartą na serii klasycznych nieporozumień.
Mimo przerysowań i uszczypliwości obraz jest niepozbawiony wdzięku, subtelnego dowcipu i liryzmu. Decyduje o tym, poza sprawnością realizacyjną, obsada, w której nie brak wielkich gwiazd polskiego kina lat sześćdziesiątych.

## Realizacja
Plenerami filmowymi są ulice i wnętrza budynków warszawskiego Śródmieścia: budynek dawnej Centralnej Rady Związków Zawodowych przy ul. K. Karasia, ul. Krucza, "Klub Literatów" przy Krakowskim Przedmieściu.
W epizodach nakręconych w kawiarni "Klubu Literatów" wystąpili dwaj pisarze: Andrzej Jarecki i Leopold Tyrmand. W innej scenie, w roli samej siebie, prowadzącej popularny w latach 60. program telewizyjny "Tele-Echo", wystąpiła Irena Dziedzic. Epizodyczną rolę aktora w szekspirowskiej sztuce odtwarzał Stanisław Tym.
W jednej ze scen filmu Kalina Jędrusik śpiewa piosenkę I wciąż się na coś czeka. Muzykę skomponowała Franciszka Leszczyńska, autorem tekstu jest Jerzy Jurandot.

## Obsada
- Gustaw Holoubek – Zenon Wiewiórski, autor Trzeciego dzwonka
- Irena Malkiewicz – aktorka Janina Radwańska
- Kalina Jędrusik – aktorka Barbara Percykówna
- Aleksander Bardini – Zakrzewski, dyrektor teatru "Studio"
- Wieńczysław Gliński – reżyser Ryszard Kuryłło
- Barbara Krafftówna – suflerka "Flapcia"
- Tadeusz Janczar – Roman Witting, scenograf
- Edward Dziewoński – aktor Edward Szafrankiewicz
- Aleksander Dzwonkowski – aktor Teodor Gellert
- Ignacy Machowski – profesor Marceli Witting, scenograf, ojciec Romana
- Wojciech Siemion – inspicjent Józio
- Wanda Łuczycka – bufetowa Brygidka
- Irena Dziedzic – prowadząca program telewizyjny "Tele Echo"
- Bohdan Łazuka – dziennikarz radiowy
- Barbara Halmirska – znajoma Wiewiórskiego w kawiarni "Klubu Literatów"
- Grzegorz Lasota – znajomy Wiewiórskiego w kawiarni "Klubu Literatów"
- Hugo Krzyski – pisarz w kawiarni "Klubu Literatów"
- Stefan Rydel – aktor występujący w Wieczorze Trzech Króli
- Krystyna Sienkiewicz – ekspedientka w kwiaciarni
- Leopold Tyrmand – pisarz w Klubie Literatów, znajomy Wiewiórskiego

## Informacje dodatkowe
- Teatr Studio rzeczywiście istnieje w Warszawie (w Pałacu Kultury i Nauki), powstał jednak dekadę później niż film, w 1972 r.
- Film jest debiutem Aleksandra Bardiniego. W chwili premiery aktor miał 49 lat.